# 584 pr. n. št.

## Rojstva
- Mandana Medijska († verjetno 559 pr. n. št.)

## Smrti
- Kjaksar, kralj Medijskega cesarstva (* ni znano)